# ウクハランバ・ドラケンスバーグ公園

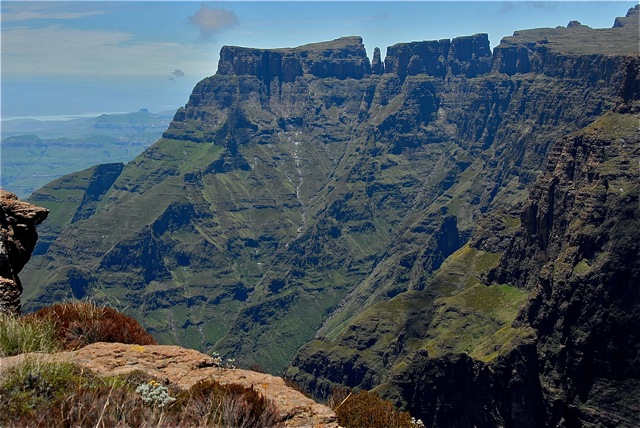
ロイヤル・ナタール国立公園の景観

ウクハランバ・ドラケンスバーグ公園 (uKhahlamba Drakensberg Park, uKhahlamba-Drakensberg Park, uKhahlamba/Drakensberg Park) は、南アフリカ共和国クワズール・ナタール州にある自然公園である。南アフリカとレソトにまたがるドラケンスバーグ山脈（ウクハランバ）に設定されており、ロイヤル・ナタール国立公園をはじめとする複数の自然保護区群で構成される。
2000年にUNESCOの世界遺産リストに加えられた。その理由としては、自然美と生物多様性からなる自然要素、サハラ以南のアフリカでは岩絵が最も密集している地域であることなどの文化要素の両面があり、複合遺産としての登録となった。2013年に隣接するレソトのセアラバセベ国立公園が拡大登録されたことにより、世界遺産としてはマロティ＝ドラケンスバーグ公園の一部となった。

## 構成
ウクハランバ・ドラケンスバーグ公園は以下の複数の国立公園や自然保護区をまとめて、1993年に設定されたものであり、1997年にはラムサール条約の登録地にもなった。以下にこの自然公園を構成する国立公園や保護区を掲げるが、国有林の面積には、森林内の野生生物保護区の面積を含まない。
| 名称（仮訳）                                                 | 英語名                      | IUCNカテゴリー | 設定年 | 面積（ha） |
| ------------------------------------------------------------ | --------------------------- | -------------- | ------ | ---------- |
| ロイヤル・ナタール国立公園                                   | Royal Natal National Park   | II             | 1916年 | 8,094      |
| ロテニ自然保護区                                             | Loteni Nature Reserve       | II             | 1953年 | 3,984      |
| カンバーグ自然保護区                                         | Kamberg Nature Reserve      | II             | 1951年 | 2,980      |
| ヴェルゲレゲン自然保護区                                     | Vergelegen Nature Reserve   | II             | 1967年 | 1,159      |
| ラジド・グレン自然保護区                                     | Rugged Glen Nature Reserve  | II             | -      | 762        |
| ジャイアンツキャッスル狩猟鳥獣保護区                         | Giant’s Castle Game Reserve | II             | 1903年 | 34,638     |
| ムクホマジ国有林                                             | Mkhomazi State Forest       | II             | -      | 49,156     |
| ムクホマジ原生自然地域（ムクホマジ国有林内）                 | Mkhomazi Wilderness Area    | Ib             | 1973年 | 56,155     |
| キャシードラル・ピーク国有林                                 | Cathedral Peak State Forest | II             | -      | 32,246     |
| ムデデレロ原生自然地域（キャシードラル・ピーク国有林内）     | Mdedelelo Wilderness Area   | Ib             | 1973年 | 27,000     |
| ムランボンジャ原生自然地域（キャシードラル・ピーク国有林内） | Mlambonja Wilderness Area   | Ib             | 1979年 | 6,270      |
| ガーデン・キャッスル国有林                                   | Garden Castle State Forest  | II             | -      | 30,766     |
| ムジンクル原生自然地域（ガーデン・キャッスル国有林内）       | Mzimkulu Wilderness Area    | Ib             | 1979年 | 28,340     |
| コブハム国有林                                               | Cobham State Forest         | II             | -      | 30,498     |
| ハイムーア国有林                                             | Highmoor State Forest       | II             | -      | 2,815      |
| モンクス・カウル国有林                                       | Monk’s Cowl Sate Forest     | II             | -      | 20,379     |

## 世界遺産

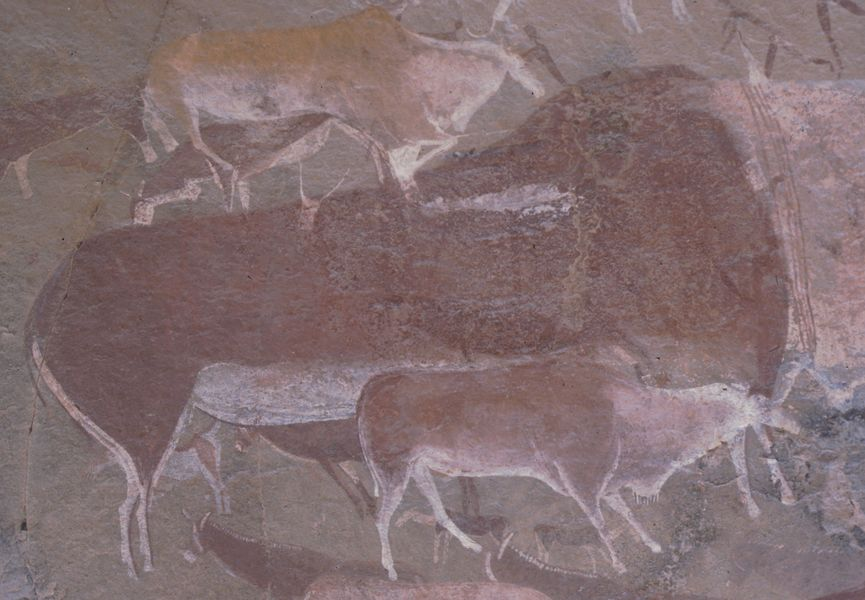
ドラケンスバーグの岩絵

2000年に南アフリカ共和国4件目の世界遺産として登録された。評価のポイントは3,000メートル級の山々が織りなす自然美、ヒゲハゲタカをはじめとする希少な動植物を含む生物多様性、そして4,000年以上のサン人の文化的伝統を示す35,000点以上の岩絵群などである。当初の登録面積は242,813ヘクタールであった。
2013年に隣接するセアラバセベ国立公園が拡大登録され、マロティ＝ドラケンスバーグ公園の一部となった。

## 表記の揺れ
当初は単独の世界遺産であったことから、日本でも世界遺産関連文献や観光ガイドなどで多く言及されてきた。しかし、その表記にはさまざまな違いが見られる。
- ウクハランバドラケンスバーグ公園 - 世界地名大事典[6]
- ウクハランバ/ドラケンスベアク公園 - 日本ユネスコ協会連盟[7]
  - 日本ユネスコ協会連盟の訳は、「オクラランバ公園/ドラケンズバーグ公園」（2001年）[8]、「オクラランバ公園/ドラケンスバーグ公園」（2002年）[9]、「ウクハランバ/ドラケンスベアク自然公園」（2004年）[10]と小刻みな変更を繰り返してきた。上記の表記になったのは2009年以降である[11]。
- ウクハランバ公園（ドラーケンスベルグ公園） - 世界遺産アカデミー[4]
  - 世界遺産アカデミーの訳は当初、「オクラランバ公園（ドラーケンスベルグ公園）」[12]だった。これが変更されたのは2009年のことである[13]。講談社発行の『新訂版 世界遺産なるほど地図帳』（2012年）では、「オクラランバ公園（ドラーケンスベルグ公園）」が使われている。
- オクラランバ（ドラケンスバーグ公園） - 青柳正規[14]
- オカシュランバ・ドラケンスバーグ公園 - 古田陽久・古田真美[5]
- オカランバ/ドラケンスバーグ公園 - 谷治正孝[15]
  - 谷治正孝監修の『なるほど知図帳・世界2010』の時点では、「ウクハランバ/ドラケンスバーグ公園」という表記を採用していた[16]。
- ウカランバ・ドラケンスバーグ公園 - 地球の歩き方[17]
- ウカシャンバ・ドラケンスバーグ公園 - 山形豪[18]

## 登録基準
この世界遺産は世界遺産登録基準のうち、以下の条件を満たし、登録された（以下の基準は世界遺産センター公表の登録基準からの翻訳、引用である）。
- (1) 人類の創造的才能を表現する傑作。
- (3) 現存するまたは消滅した文化的伝統または文明の、唯一のまたは少なくとも稀な証拠。
- (7) ひときわすぐれた自然美及び美的な重要性をもつ最高の自然現象または地域を含むもの。
- (10) 生物多様性の本来的保全にとって、もっとも重要かつ意義深い自然生息地を含んでいるもの。これには科学上または保全上の観点から、すぐれて普遍的価値を持つ絶滅の恐れのある種の生息地などが含まれる。